# Àrea Metropolitana de Lisboa
L'Àrea Metropolitana de Lisboa (AML), també coneguda com a Grande Lisboa (si bé l'àrea de la Gran Lisboa, més petita, és una subregió NUTS II per propi dret), és un territori que comprèn 18 municipis (concelhos) de Portugal. L'Àrea Metropolitana de Lisboa, centrada en la capital portuguesa, Lisboa, és l'àrea amb més densitat de població de Portugal.
Les dades preliminars del cens portuguès de 2001 eleven la població de l'àrea metropolitana a 2.641.006 habitants (al voltant d' ¼ dels habitants de Portugal), dels quals el 20,8% viu en la ciutat de Lisboa. Aproximadament el 27% de la població de Portugal Continental viu en els 2.957,4 km² que abasta el AML (equivalent al 3,2% del territori continental de Portugal), que té una població activa d'aproximadament 1,3 milions de persones. Amb el 32,7% de l'ocupació nacional localitzat en el seu territori, la contribució de l'AML al Producte Interior Brut de Portugal supera el 36%. Avui, el territori de l'Àrea Metropolitana de Lisboa (AML) és gairebé el mateix que el territori de la Regió de Lisboa, sent el AML una unió de municipis metropolitans, i la Regió de Lisboa una regió NUTS II. Els municipis situats al nord del Tajo pertanyen al districte de Lisboa, mentre que els quals estan al sud pertanyen al districte de Setúbal.
| Municipi            | Àrea        | Població (2001) | Densitat    | NUTS III             | Districte | Regió cultural |
| ------------------- | ----------- | --------------- | ----------- | -------------------- | --------- | -------------- |
| Amadora             | 23,8 km²    | 175.872         | 7.389,6/km² | Gran Lisboa          | Lisboa    | Estremadura    |
| Cascais             | 97,2 km²    | 170.683         | 1.756,0/km² | Gran Lisboa          | Lisboa    | Estremadura    |
| Lisboa              | 84,6 km²    | 564.657         | 6.674,4/km² | Gran Lisboa          | Lisboa    | Estremadura    |
| Loures              | 169,0 km²   | 199.059         | 1.177,9/km² | Gran Lisboa          | Lisboa    | Estremadura    |
| Odivelas            | 26,6 km²    | 133.847         | 5.031,8/km² | Gran Lisboa          | Lisboa    | Estremadura    |
| Oeiras              | 45,8 km²    | 162.128         | 3.539,9/km² | Gran Lisboa          | Lisboa    | Estremadura    |
| Sintra              | 319,4 km²   | 363.749         | 1.138,9/km² | Gran Lisboa          | Lisboa    | Estremadura    |
| Vila Franca de Xira | 323,5 km²   | 122.908         | 379,9/km²   | Gran Lisboa          | Lisboa    | Ribatejo       |
| Mafra               | 291,5 km²   | 54.358          | 186,5/km²   | Gran Lisboa          | Lisboa    | Estremadura    |
| Alcochete           | 132,8 km²   | 13.010          | 98,0/km²    | Península de Setúbal | Setúbal   | Estremadura    |
| Almada              | 70,2 km²    | 160.825         | 2291,0/km²  | Península de Setúbal | Setúbal   | Estremadura    |
| Barreiro            | 32,0 km²    | 79.012          | 2.469,1/km² | Península de Setúbal | Setúbal   | Estremadura    |
| Moita               | 54,6 km²    | 67.449          | 1.235,3/km² | Península de Setúbal | Setúbal   | Estremadura    |
| Montijo             | 340,5 km²   | 39.168          | 340,5/km²   | Península de Setúbal | Setúbal   | Estremadura    |
| Palmela             | 465,9 km²   | 53.353          | 465,9/km²   | Península de Setúbal | Setúbal   | Estremadura    |
| Seixal              | 95,7 km²    | 150.271         | 1.570,2/km² | Península de Setúbal | Setúbal   | Estremadura    |
| Sesimbra            | 195,7 km²   | 37.567          | 192,0/km²   | Península de Setúbal | Setúbal   | Estremadura    |
| Setúbal             | 193,6 km²   | 113.934         | 588,5/km²   | Península de Setúbal | Setúbal   | Estremadura    |
| Total               | 2.957,4 km² | 2.641.006       | 893,0/km²   |                      |           |                |